# Pinélides Fusco
Pinélides Aristóbulo Fusco (Buenos Aires, 26 de diciembre de 1913-Buenos Aires, 7 de diciembre de 1991) fue un fotógrafo y profesor argentino. Sus fotografías sobre Eva Perón y Juan Domingo Perón se encuentran entre las más conocidas de la historia argentina y algunas de ellas se han vuelto referentes simbólicos del peronismo. En especial, es autor de dos emblemáticas fotografías conocidas como «El abrazo de Perón y Evita» y «Evita con el pelo suelto». Ha sido llamado también «el fotógrafo de Perón» por haber obtenido fotografías especialmente personales, íntimas o históricas de la célebre pareja.

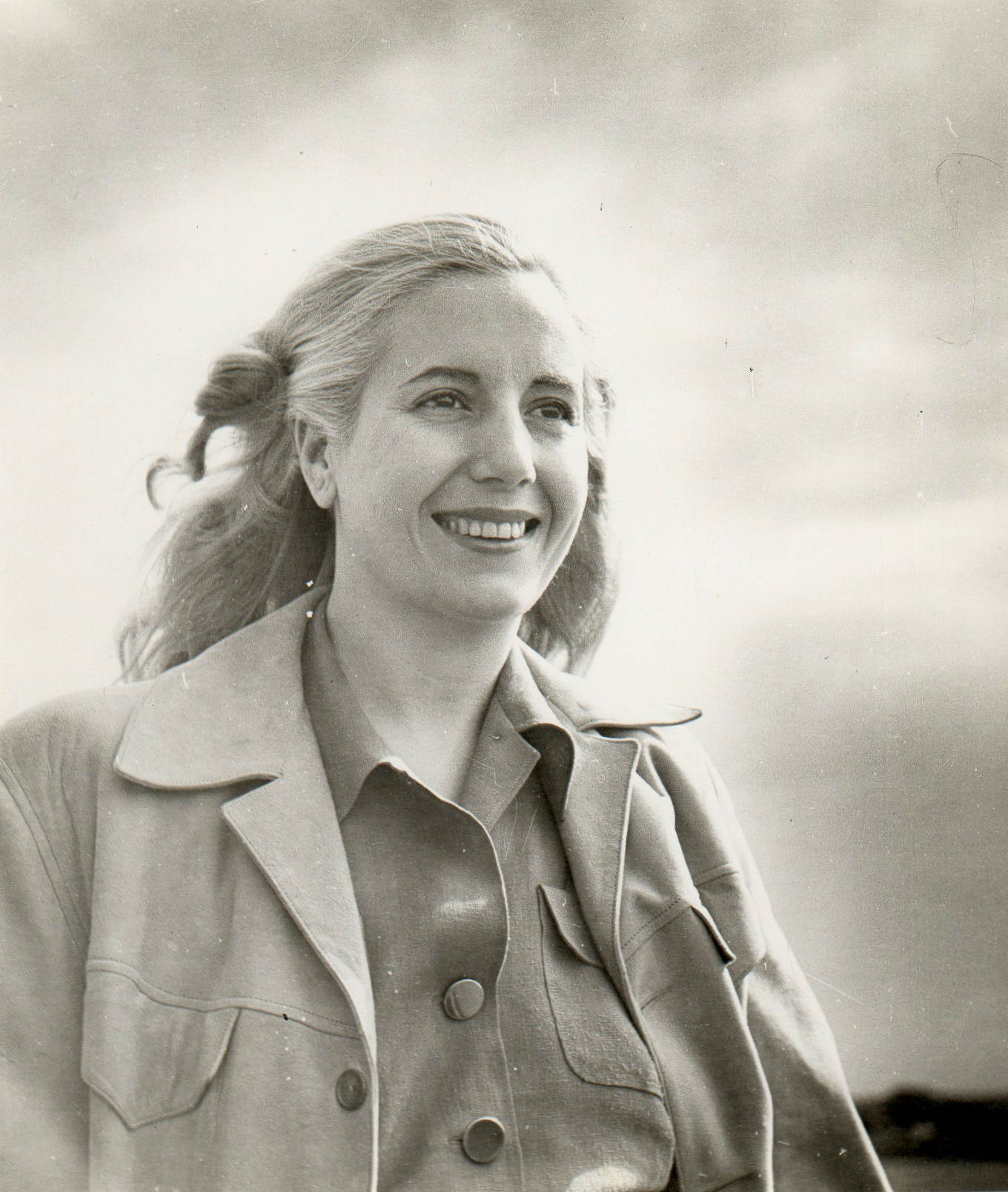
«Evita con el pelo suelto», emblemática fotografía tomada por Pinélides Fusco.

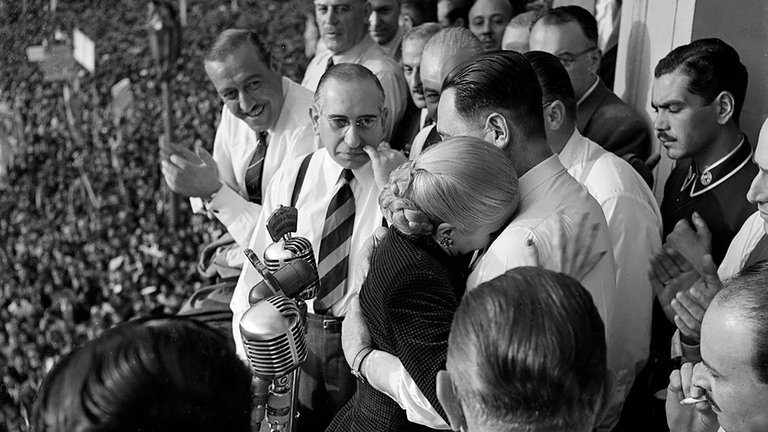
«El abrazo», emblemática fotografía tomada por Pinélides Fusco.

Considerado un artista de vanguardia, él y su obra fueron perseguidos por la dictadura que tomó el poder en 1955, como sucedió con muchos otros artistas vinculados al peronismo, razón por la cual debió abandonar la fotografía. Pese a la prohibición de difundir imágenes relacionadas con el peronismo durante casi dos décadas, sus fotografías alcanzaron gran difusión pero sin atribuirlas a su autoría, debido a lo cual su nombre es poco conocido. Recién luego de su fallecimiento en 1991 comenzó a ser conocida su obra completa y reconocida su labor artística e histórica.

## Biografía
Pinélides Fusco nació en Buenos Aires el 26 de diciembre de 1913. Su padre, Américo Fusco, fue uno de los fundadores del Partido Socialista en Argentina.
Cursó sus estudios primarios y secundarios en el Normal de Profesores Mariano Acosta, donde fue vicedirector de la revista estudiantil, de la que Julio Cortázar era el director.
Egresó con el título de profesor en Letras. En 1930 comenzó a enseñar Literatura en la escuela Estanislao Zeballos de La Boca. Se recibió también de profesor de piano y estudió artes gráficas en la Asociación Estímulo Bellas Artes.
En la década de 1940 Fusco se desempeñaba como fotógrafo de la editorial Julio Korn, que editaba revistas como Vosotras, Radiolandia y Labores. Así como la revista Rico Tipo. Originalmente simpatizante del socialismo, «fue uno de tantos socialistas que llega al peronismo a través de las reivindicaciones obreras», ideología que compartió con su esposa.
En 1948, con 35 años fue contratado como fotógrafo freelance por la Subsecretaría de Informaciones. Entre sus tareas de cronista gráfico del gobierno, tuvo la función de fotografiar al presidente Juan D. Perón y a Eva Perón, logrando un acercamiento único como fotógrafo, que le permitiría obtener fotografías de alto impacto humano, incluso de la pareja en su vida privada, que han alcanzado una difusión masiva y que incluso en algunos casos se han vuelto emblemáticas.  
Entre sus muchas fotografías tomadas entre 1948 y 1955 se destacan "El abrazo de Perón y Evita" en el balcón de la Casa Rosada, "Evita con el pelo largo" y toda la serie que la acompaña, Evita votando desde su cama en el hospital, la foto de Evita frente al micrófono que fue tomada luego por Daniel Santoro para componer el mural del Ministerio de Obras Públicas que mira al norte, la foto de Perón y Evita en un palco en la que ella tiene un niño en brazos, las fotos de Perón en motocicleta, la foto de Evita firmando un papel en su despacho, las fotos de Evita en el Cabildo Abierto de la CGT de 1951, algunas de las fotos del libro La razón de mi vida, entre muchas otras.      
La dictadura antiperonista que tomó el poder en 1955 lo convirtió en perseguido político. Tuvo que esconder los originales de sus fotografías debido a la prohibición de realizar o publicar imágenes relacionadas con Juan Perón, Eva Perón o el peronismo. El régimen fabricó una causa en su contra acusándolo de pornografía y de haber fotografiado a la actriz italiana Gina Lollobrigida desnuda, utilizando una película infrarroja que le permitía atravesar la ropa.
En 1953 fundó la Carpeta de los diez junto a Fred Schiffer, Annemarie Heinrich, Ilse Mayer, Anatole Saderman, Hans Mann, George Friedman, Alex Klein, Max Jacoby y José Malandrino. Este grupo fue el primero que presentó en la Argentina a la fotografía como un arte de características propias, rompiendo la tradición decimonónicas que la miraba como un sustituto técnico de la pintura.
En 1956 fundó el Grupo Forum junto a Max Jacoby y Sameer Makarius,  uno de los primeros grupos independientes de fotografía subjetiva de Argentina. En su declaración de principios artísticos proponían reflejar la forma de vivir y de pensar que tenían y fijarla con la fotografía.
Algunas productoras internacionales le ofrecieron comprar sus fotografías de Eva Perón, pero él rechazó las ofertas sosteniendo que no tenía derecho a cobrar dos veces una misma obra.